# Luke Rodgers
Luke John Rodgers (Birmingham, 1º gennaio 1982) è un ex calciatore britannico, di ruolo attaccante.